# 熊倪
熊倪（1974年1月11日—），湖南长沙人，中国前跳水运动员。他代表中国在各类国内国际比赛中获得众多金牌，是中国男子跳水队的头号人物。
1987年他首次参加国际比赛即夺得冠军。他在奥运会比赛中，获得了3金1银1铜；在世界杯比赛中获得10枚金牌。1997年和2001年在全运会后他曾两次宣布退役。他的最大竞争对手萨乌丁曾经说：“我并非是最出色的跳水运动员。在我看来，中国跳水运动员熊倪才是真正的跳水之王。”

## 生涯
- 1982年在湖南省业余体校练习跳水，同年入选湖南省队。
- 1986年1月入选国家集训队。
- 1986年在全国跳水冠军赛乙级赛区比赛中夺得1米板、3米板、5米台和全能共四项冠军。
- 1987年在民主德国、加拿大、墨西哥等国际跳水邀请赛中获得男子跳台跳水冠军。
- 1987年第六屆全国运动会男子跳板和跳台2枚银牌。
- 1988年在广州第3届亚洲游泳锦标赛上获跳台跳水冠军。
- 1988年在汉城举行的第24届奥运会上取得男子跳台银牌。队友李孔政则取得第六名。
- 1988年获得瑞典杯国际跳水赛男子跳板、跳台两项冠军。
- 1989年5月在美国举行的第6届世界杯跳水赛中获跳台跳水、男子团体和男女混合团体3项冠军。
- 1989年第2届全国青少年运动会跳水比赛中获跳台和跳板两枚金牌。
- 1991年5月在加拿大举行的第7届世界杯跳水赛中获男子团体和男女混合团体2项冠军。
- 1992年巴塞罗那举行的第25届奥运会跳台第三名。
- 1993年第七屆全国运动会1米板冠军。
- 1993年5月在北京举行的第8届世界杯跳水赛中获10米跳台、男子团体和男女混合团体3项冠军。
- 1993年8月在湖南大学国际商学院工业外贸专业学习。
- 1995年在亚特兰大举行的第9届世界杯跳水赛中获男子团体和男女混合团体2项冠军。
- 1996年在亚特兰大举行的第26届奥运会上获得3米板冠军，实现了前辈谭良德未完成的梦想。
- 1997年第八屆全国运动会跳板冠军，同年宣布退役。
- 1998年5月，宣布复出。
- 1999年温州站国际邀请赛跳板冠军，瑞典大奖赛跳板冠军，全国冠军赛跳板和双人冠军。
- 2000年世界杯与肖海亮合作夺得跳板双人冠军。
- 2000年在悉尼举行的第27届奥运会上与肖海亮获得男子3米板双人金牌，并获男子3米板个人金牌。
- 2001年第九屆全国运动会男子3米跳板单人冠军，之后再次宣布退役。

## 其他荣誉
- 1989年被美国《游泳世界》杂志评为当年世界最佳跳水运动员
- 1991年、1992年获跳水“十佳”运动员称号
- 1996年8月 被国家体委授予体育运动荣誉奖章
- 1996年9月28日 被评为“金利来杯”96中国奥运十佳运动员
- 1999年8月 当选为中国体育报社、中央电视台和山东潍坊亚星集团联合主办的评选“新中国体育五十星”
- 2000年4月 被授予全国先进工作者

## 运动之外的生活
1982年，中国中央电视台在湖南拍摄电视剧《西游记》期间，曾从当地跳水队、体操队、杂技团征集了一批儿童作为群众演员，扮演剧中花果山孙悟空（六小龄童饰）身边的小猴子，其中就包括时年8岁的熊倪。
1997年7月1日，熊倪与刘国梁、孔令辉等奥运冠军在人民大会堂宣誓加入中国共产党。
1999年在衡陽市创办熊倪跳水学校。2001年正式退役后进入行政单位，2004年任湖南体育职业学院院长，2007年任湖南省体育局副局长，为湖南最年轻的厅级干部。
2021年12月，升任湖南省体育局党组书记。
熊倪酷爱足球运动，曾参与创办湖南湘涛足球俱乐部，其妻李京蔓曾担任俱乐部总经理一职直至2012年。2020年1月7日，在湖南省足球协会第五届会员代表大会上，熊倪当选新一届主席。

## 综艺节目
- 2013年 星跳水立方 教練